# Boston-Marathon 1906
| 10. Boston-Marathon    | 10. Boston-Marathon        |
| ---------------------- | -------------------------- |
| Stadt                  | Boston, Vereinigte Staaten |
| Datum                  | 19. April 1906             |
| Distanz                | 37 – 38,5 Kilometer        |
| Sieger                 |                            |
| Männer                 | Tim Ford (2:45:45 h)       |
| ← Boston-Marathon 1905 | Boston-Marathon 1907 →     |
| Website                | Offizielle Website         |

Der Boston-Marathon 1906 war die 10. Ausgabe der jährlich stattfindenden Laufveranstaltung in Boston, Vereinigte Staaten. Der Marathon fand am 19. April 1906 statt. Die Laufdistanz betrug zwischen 37 und 38,5 Kilometer.
Es gewann Tim Ford in 2:45:45 h.

## Ergebnis
| Platz | Athlet             | Land               | Zeit (h) |
| ----- | ------------------ | ------------------ | -------- |
| 01    | Tim Ford           | Vereinigte Staaten | 2:45:45  |
| 02    | David Kneeland     | Vereinigte Staaten | 2:45:51  |
| 03    | Thomas Morrisey    | Vereinigte Staaten | 2:53:41  |
| 04    | Frank Laffargue    | Vereinigte Staaten | 2:53:56  |
| 05    | John Hayes         | Vereinigte Staaten | 2:55:38  |
| 06    | Martin J. O’Neil   | Vereinigte Staaten | 2:56:55  |
| 07    | Thomas J. Sullivan | Vereinigte Staaten | 3:02:06  |
| 08    | Ben Mann           | Vereinigte Staaten | 3:02:06  |
| 09    | William Prouty     | Vereinigte Staaten | 3:07:11  |
| 10    | Harry Brawley      | Vereinigte Staaten | 3:08:11  |